# Ebba Sparre
Ebba Larsdotter Sparre (1629 — 1662), condessa Sparre, conhecida como "A Bela Condessa", era uma dama de companhia e nobre sueca. Ela é conhecida por ter sido amiga íntima e especulada amante da rainha Cristina da Suécia.